# أخيان بزرغ
أخيان بزرغ هي قرية في مقاطعة أرومية، إيران. يقدر عدد سكانها بـ 50 نسمة بحسب إحصاء 2016.